# Kerry Lynch
Pour les articles homonymes, voir Lynch.
Kerry Joel Lynch, né le 31 juillet 1957 à Denver (Colorado), est un coureur américain du combiné nordique, qui a été actif entre 1979 et 1987. Il est le vainqueur ex æquo de la première manche de Coupe du monde de l'histoire en 1983.

## Biographie

### Carrière sportive
Lynch a participé à deux reprises aux Jeux olympiques d'hiver, en 1980 et en 1984. Il signe son meilleur résultat à Sarajevo en 1984 où il termine 13e de l'épreuve individuelle. Il est également devenu le deuxième américain à monter sur le podium au festival de ski de Holmenkollen. Il a en effet remporté l'épreuve de combiné nordique en 1983, quinze ans après John Bower. Lynch a également remporté la première épreuve de l'histoire de la coupe du monde en décembre 1983, à Seefeld, à égalité avec l'Allemand de l'Est Uwe Dotzauer. Il est ensuite troisième de la Coupe de la Forêt-Noire à Schonach, montant sur son deuxième et ultime podium dans l'élite.
Il a aussi été trois fois champion national dans le combiné nordique (1981, 1983 et 1986).

### Suspendu pour dopage
Il est surtout connu pour son scandale de dopage aux Championnats du monde de ski nordique 1987 à Oberstdorf dans lequel il reçut une transfusion sanguine afin d'augmenter son nombre de globules rouges. Lynch avait terminé deuxième dans l'épreuve individuelle derrière Torbjørn Løkken, avant de perdre sa médaille à la suite de ces aveux. À la suite de ces aveux, Lynch fut suspendu de deux ans et il arrêta sa carrière. Il est le seul athlète de combiné nordique à avoir été dû rendre une médaille, que ce soit dans les Jeux olympiques d'hiver ou aux championnats du monde de ski nordique. Les États-Unis durent attendre jusqu'au Championnats du monde de ski nordique 2003 afin de voir le premier américain remporter une médaille mondiale dans le combiné nordique (Johnny Spillane dans le sprint 7,5 km à Val di Fiemme en 2003).

## Palmarès

### Jeux olympiques
| Épreuve / Édition | Lake Placid 1980 | Sarajevo 1984 |
| Individuel        | 18e              | 13e           |

### Championnats du monde
| Épreuve / Édition | Oslo 1982 | Oberstdorf 1987 |
| Individuel        | 14e       | Disqualifié     |

### Coupe du monde
- Meilleur classement général: 8e en 1984.
- 2 podiums individuels : 1 victoire et 1 troisième place.

#### Victoires individuelles
| Saison    | Lieu                   |
| 1983-1984 | Seefeld (K-90 / 15 km) |

#### Classements en Coupe du monde
| Année     | Classement général final |
| 1983-1984 | 8e                       |
| 1986-1987 | 19e                      |

### Championnat des États-Unis
- 3 victoires en 1981, 1983 et 1986[1]